# Palaeosomata
Palaeosomata (лат.) — инфраотряд панцирных клещей из надотряда акариформные. Около 50 видов. Встречаются повсеместно.
Мелкие бледноокрашенные клещи (белые или жёлтые), часто покрыты длинными чёрными щетинками. Обитает в нижних слоях подстилки. Ноги 6-члениковые. Щелевидные органы и жировые железы отсутствуют.

## Систематика
По современной классификации имеют статус инфраотряда или когорты.
Palaeosomata включает 3 надсемейства (около 50 видов) и было выделено в 1969 году французским акарологом и палеонтологом Франсуа Гранжаном (François Alfred Grandjean; 1882-1975).
- Надсемейство Acaronychoidea Grandjean, 1932
  - Acaronychidae Grandjean, 1932 (1 род и 3 вида)
  - Archeonothridae Grandjean, 1954 (5 родов, 20 видов)
- Надсемейство Palaeacaroidea Grandjean, 1932
  - Palaeacaridae Grandjean, 1932 (2 рода и  6 видов)
- Надсемейство Ctenacaroidea Grandjean, 1954
  - Adelphacaridae Grandjean, 1954 (1 род, 1 вид)
  - Aphelacaridae Grandjean, 1954 (3 рода, 4 вида)
    - Aphelacarus (Aphelacarus acarinus)

  - Ctenacaridae Grandjean, 1954 (5 родов, 6 видов)
- †incertae sedis (рода: †Marcvipeda — †Gradidorsum — †Stieremaeus)